# 2 Hands
„2 Hands” – piosenka wykonywana przez kanadyjską wokalistkę Tate McRae, pochodząca z jej trzeciego albumu studyjnego So Close to What (2025). Napisany przez McRae, Ryana Teddera, Amy Allen i Petera „Lostboya” Rycrofta utwór został wyprodukowany przez Teddera i Rycrofta i posłużył za drugi singel promujący płytę, wydany 14 listopada 2024.

## Pozycje na listach przebojów
| Kraj/region       | Notowanie (2023–2024)   | Wydawca         | Najwyższa pozycja |
| ----------------- | ----------------------- | --------------- | ----------------- |
| Australia         | Top 100 Singles         | ARIA Charts     | 14                |
| Irlandia          | Irish Singles Chart     | IRMA/OCC        | 6                 |
| Japonia           | Japan Hot Overseas      | Billboard Japan | 11                |
| Kanada            | Canadian Hot 100        | Billboard       | 22                |
| Łotwa             | Top 20 Airplay          | LAIPA           | 12                |
| Polska            | Oficjalna Lista Airplay | ZPAV            | 99                |
| Singapur          | Top Streaming Chart     | RIAS            | 23                |
| Stany Zjednoczone | Billboard Hot 100       | Billboard       | 41                |
| Wielka Brytania   | UK Singles Chart        | OCC             | 8                 |